# Джеф Фейхи
Джефри Дейвид „Джеф“ Фейхи (на английски: Jeffrey David Jeff Fahey) е американски актьор. Известен е с ролята си на Франк Лапидъс в сериала „Изгубени“.

## Ранен живот
Фейхи е роден в Олийн, Ню Йорк, шестото от тринайсет деца в ирландско-американско семейтво. От десетата си година е отгледан в Бъфало. Фейхи напуска дома си на седемнайсет години, стига на автостоп в Аляска, заминава за Европа и започва работа в израелски кибуц.

## Кариера
Играе ролята на Еди Кей в премиерата на трети сезон на „Маями Вайс“, който унищожава Ферарито на главните герои.
Ипълнява ролята на Франк Лапидъс в четвъртия, петия и шестия сезон на „Изгубени“.

## Избрана филмография
- „Психо 3“ („Psycho III“, 1986)
- „Човекът с косачката“ („The Lawnmower Man“, 1992)
- „Бибрутално“ („Grindhouse“, 1997)
- „Изгубени“ („Lost“, 2004 – 2010)
- „Мачете“ („Machete“, 2010)